# Хоэнэмс
Хоэнэмс (нем. Hohenems) — город в Австрии, в федеральной земле Форарльберг. Входит в состав округа Дорнбирн. Площадь города составляет 29,17 км², население — 16 769 человек (1 января 2021), плотность населения — 574 чел./км². Официальный код — 80302.

## История
Город возник у подножья Эмсской крепости на горе Шлоссберг — некогда одной из самых мощных в регионе. Средневековая твердыня была разрушена в ходе Аппенцельских войн 1407 года. Графы Хоэнэмса (Гогенэмпса) перебрались в менее укреплённый замок Ной-Эмс, который сохранился до наших дней как собственность княжеского рода Вальдбургов.
В конце XVI века благодаря родству с папой римским Маркус Ситтикус фон Гогенэмс получает кардинальскую шапку и становится одним из самых могущественных прелатов католической церкви. Благодаря его содействию Гогенэмсу был дарован в составе Священной Римской империи статус имперского графства. Итальянский архитектор Мартино Лонги построил в 1562-67 гг. ренессансный графский дворец, в библиотеке которого в XVIII веке были обнаружены древнейшие списки «Песни о Нибелунгах».
К концу XVII века правители Гогенэмса обеднели и для поправления своих дел продали Шелленберг (в 1699 году) и Вадуц (в 1712 году) венским аристократам Лихтенштейнам. На этих территориях было образовано существующее княжество Лихтенштейн.
C XVII века в Хоэнэмсе имелась значительная еврейская община с кладбищем и синагогой. В соответствующем квартале города действует музей еврейской истории и культуры.

## Население
| Год  | Численность |
| ---- | ----------- |
| 1869 | 4191        |
| 1889 | 4428        |
| 1890 | 4972        |
| 1900 | 5652        |
| 1910 | 6456        |
| 1923 | 5153        |
| 1934 | 5514        |
| 1939 | 5734        |
| 1951 | 6990        |
| 1961 | 9188        |
| 1971 | 11487       |
| 1981 | 12666       |
| 1991 | 13531       |
| 2001 | 13891       |
| 2011 | 15283       |
| 2021 | 16769       |

## Политическая ситуация
Бургомистр коммуны — Рихард Аман (АНП) по результатам выборов 2005 года.
Совет представителей коммуны (нем. Gemeinderat) состоит из 33 мест.
- АНП занимает 19 мест.
- СДПА занимает 4 места.
- АПС занимает 4 места.
- Партия Die Emsigen занимает 3 места.
- Зелёные занимают 2 места.
- местный блок: 1 место.

## Города-побратимы
- Поличка Чехия